# Þrengslavegur
Der Þrengslavegur ist eine Hauptstraße im Süden von Island.
Sie zweigt zwischen Reykjavík und Hveragerði kreuzungsfrei von der Ringstraße nach Süden ab und führt auf einer Länge von 16 km auf den Þorlákshafnarvegur weiter nach Þorlákshöfn, dem früheren Hafen der Fähre Herjólfur nach Heimaey. Die Straße ist eine Ausweichstrecke, wenn die Strecke über die Hellisheiði witterungsbedingt unbefahrbar ist. Sie ist vollständig asphaltiert. Neben und unter dieser Straße liegt die Raufarhólshellir.